# Homohelea albitudinis
Homohelea albitudinis är en tvåvingeart som beskrevs av Meillon och Wirth 1981. Homohelea albitudinis ingår i släktet Homohelea och familjen svidknott. Inga underarter finns listade i Catalogue of Life.